# Wiesz co się kruszy
Wiesz co się kruszy – album studyjny polskiego zespołu hip-hopowego Ganja Mafia. Wydawnictwo ukazało się 24 grudnia 2013 roku nakładem wytwórni muzycznej Ganja Mafia Label. Płyta została opublikowana bezpłatnie w formie digital download. 26 czerwca 2014 roku album trafił do sprzedaży na płycie CD. 
W ramach promocji do pochodzących z płyty piosenek „Gdy ujrzałem drogę”, „Dobre geesy”, „Prawdziwi palacze” i „Pole marysi” zostały zrealizowane teledyski.
Materiał dotarł do 49. miejsca zestawienia OLiS. 22 marca 2017 roku płyta uzyskała status platynowej sprzedając się w nakładzie 30 tys. egzemplarzy.

## Lista utworów
Opracowano na podstawie materiału źródłowego.
1. Kali, Ruby, Felipe, Seba – „Intro – (papa skit)"
2. Kali, Ruby, Kacper, GMB, Felipe – „Wiesz co się kruszy” (produkcja: Gibbs, cuty: DJ Feel-X)
3. GMB, Felipe, Kacper, Ruby, Kali – „Pole marysi” (produkcja: PSR, cuty: DJ Feel-X)
4. Kali, Kacper, GMB, Felipe, Ruby – „Gdy ujrzałem drogę” (gościnnie: Justyna, produkcja: PSR)
5. Kali, Kacper, GMB, Felipe, Ruby – „Perpettummobile” (produkcja: PSR)
6. Kali, Ruby, Kacper, GMB, Felipe – „Co ci śmierdzi” (produkcja: PSR)
7. Kali, Ruby, Kacper, GMB, Felipe – „Dobre geesy” (produkcja: PSR)
8. Asia, Felipe – „Love Haze (skit)"
9. Kali, Ruby, Kacper, GMB, Felipe – „Love Haze” (produkcja: PSR)
10. Kali, Ruby, Kacper, GMB, Felipe – „Bujam się z tym” (produkcja: PSR)
11. Kali, Ruby, Kacper, GMB, Felipe – „Wirus” (produkcja: PSR)
12. Kali, Ruby, GMB, Felipe – „Chcesz więcej?” (produkcja: PSR)
13. Paluch, Kali – „Słaby skun (skit)"
14. Kali, Kacper, Felipe – „Prawdziwi palacze” (produkcja: I Scream, cuty: DJ Feel-X)
15. Kali, Kacper, Felipe – „Mam 5 tego” (produkcja: PSR)
16. GMB – „Fake MC (skit)"
17. Kali, Kacper, GMB, Felipe – „Fake MC” (produkcja: PSR)
18. Felipe, Kacper, GMB, Kali, Ruby – „Śledzimy sny” (produkcja: Gibbs)
19. Kali, Ruby, Kacper, GMB, Felipe – „Outro – Wiesz co się kręci (skit)"